# Stefan Przeradzki

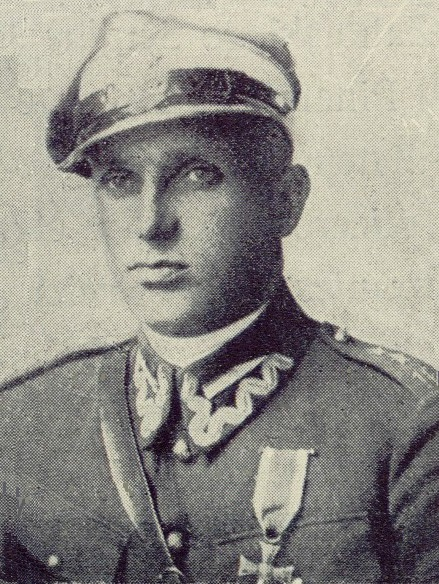
Stefan Przeradzki por. 16 pułku ułanów Wielkopolskich

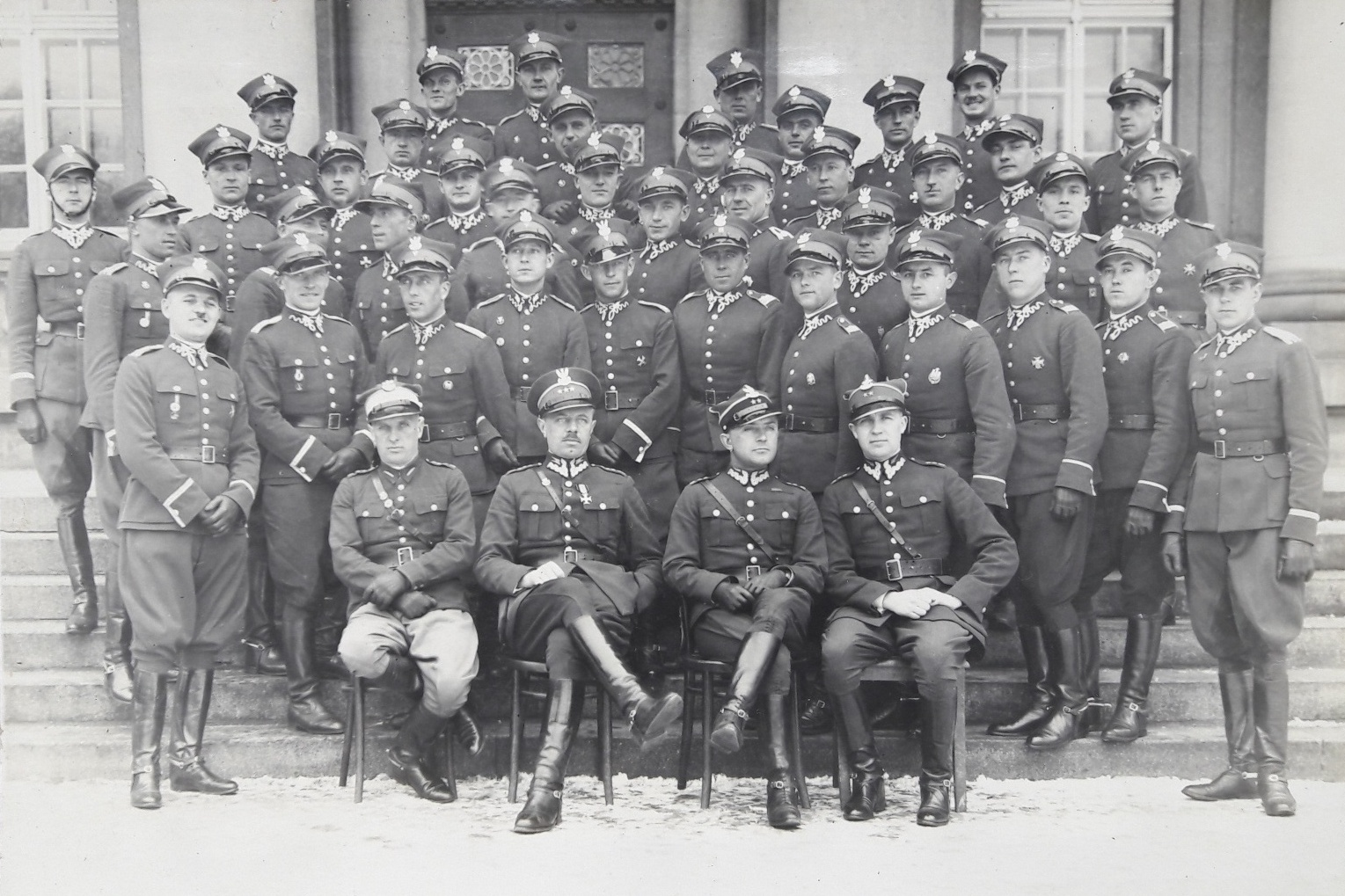
Szkoła Pchor. dla Podoficerów Szwadron szkolny - pierwszy od lewej siedzi rtm. Stefan Przeradzki; 1934

Stefan Jan Przeradzki (ur. 29 sierpnia 1893 w Gidlach, zm. 9–11 kwietnia 1940 w Katyniu) – major kawalerii Wojska Polskiego, ofiara zbrodni katyńskiej.

## Życiorys
Był synem Mieczysława i Józefy z Żabickich. Do Wojska Polskiego przyjęty w 1919 i wcielony do 2 pułku ułanów wielkopolskich. Absolwent Szkoły Podchorążych Piechoty i Centrum Wyszkolenia Kawalerii w Grudziądzu. Po ukończeniu CWKaw. zostaje w grudniu 1920 ponownie przydzielony do 16/2 pułku ułanów. W 1922 służył w stopniu podporucznika ze starszeństwem z dniem 1 sierpnia 1920 i 231 lokatą wśród podporuczników jazdy w 16 pułku ułanów. W 1922 awansował do stopnia porucznika ze starszeństwem z dniem 1 sierpnia 1922 i 8 lokatą. 10 czerwca 1923 otrzymał nagrodę za jazdę wzorową w otwartym konkursie hippicznym organizowanym przez 16 puł dla oficerów i osób cywilnych. 1 stycznia 1932 został awansowany do stopnia rotmistrza ze starszeństwem z dniem awansu i 15 lokatą. Od 1935 instruktor w Szkole Podchorążych dla Podoficerów. W 1939 był kierownikiem wyszkolenia strzeleckiego w Szkole Podchorążych Kawalerii przy CWKaw. Awansował do stopnia majora ze starszeństwem z dniem 19 marca 1939 i 20 lokatą.
W czasie kampanii wrześniowej dostał się do sowieckiej niewoli. Według stanu z kwietnia 1940 był jeńcem obozu w Kozielsku. Między 7 a 9 kwietnia 1940 przekazany do dyspozycji naczelnika smoleńskiego obwodu NKWD – lista wywózkowa  017/3 poz. 72 nr akt 503, lista bez daty. Został zamordowany między 9 a 11 kwietnia 1940 przez NKWD w lesie katyńskim. Zidentyfikowany podczas ekshumacji prowadzonej przez Niemców w 1943 wpis w dzienniku ekshumacji z 11 maja 1943, nr 1648. Figuruje na liście AM-211-1648 i Komisji Technicznej PCK: GARF-57-01648. Na obydwóch listach zostało podane jedno imię – Zdzisław. Przy szczątkach Przeradzkiego znaleziono prawo jazdy, kartę mobilizacyjną, fotografie, książeczkę PKO i spinki. Znajduje się na liście ofiar (pod nr 01648) opublikowanej w Gońcu Krakowskim nr 123, Nowym Kurierze Warszawskim nr 128 z 1943 i Nowinach - Gazecie Ściennej pod nr 1049. Krewni do 2008 poszukiwali informacji przez Biuro Informacji i Badań Polskiego Czerwonego Krzyża w Warszawie.
Był żonaty z Barbarą Lipińską.
5 października 2007 minister obrony narodowej Aleksander Szczygło mianował go pośmiertnie na stopień podpułkownika. Awans został ogłoszony 9 listopada 2007, w Warszawie, w trakcie uroczystości „Katyń Pamiętamy – Uczcijmy Pamięć Bohaterów”.

## Ordery i odznaczenia
- Krzyż Walecznych[7]
- Srebrny Krzyż Zasługi (17 marca 1930)[16]
- Medal Pamiątkowy za Wojnę 1918–1921
- Medal Dziesięciolecia Odzyskanej Niepodległości
- Krzyż Kampanii Wrześniowej – pośmiertnie 1 stycznia 1986[17]